# Мібейн (Північна Кароліна)
Мібейн (англ. Mebane) — місто (англ. city) в США, в округах Аламанс і Орандж штату Північна Кароліна. Населення — 17 797 осіб (2020).

## Географія
Мібейн розташований за координатами 36°5′23″ пн. ш. 79°16′25″ зх. д. / 36.08972° пн. ш. 79.27361° зх. д. (36.089751, -79.273611).  За даними Бюро перепису населення США в 2010 році місто мало площу 21,94 км², з яких 21,64 км² — суходіл та 0,30 км² — водойми. В 2017 році площа становила 23,53 км², з яких 23,21 км² — суходіл та 0,32 км² — водойми.

## Демографія
Згідно з переписом 2010 року, у місті мешкали 11 393 особи в 4716 домогосподарствах у складі 3154 родин. Густота населення становила 519 осіб/км².  Було 5045 помешкань (230/км²).
Расовий склад населення:
| - 73,5 % — білих - 20,4 % — чорних або афроамериканців - 1,2 % — азіатів - 0,5 % — корінних американців - 0,1 % — вихідців з тихоокеанських островів - 1,6 % — осіб інших рас |

До двох чи більше рас належало 2,6 %. Частка іспаномовних становила 6,0 % від усіх жителів.
За віковим діапазоном населення розподілялося таким чином: 26,6 % — особи молодші 18 років, 62,6 % — особи у віці 18—64 років, 10,8 % — особи у віці 65 років та старші. Медіана віку мешканця становила 35,8 року. На 100 осіб жіночої статі у місті припадало 85,9 чоловіків;  на 100 жінок у віці від 18 років та старших — 80,8 чоловіків також старших 18 років.
Середній дохід на одне домашнє господарство  становив 67 860 доларів США (медіана — 54 430), а середній дохід на одну сім'ю — 82 447 доларів (медіана — 73 625). Медіана доходів становила 53 742 долари для чоловіків та 38 095 доларів для жінок. За межею бідності перебувало 11,8 % осіб, у тому числі 11,2 % дітей у віці до 18 років та 12,4 % осіб у віці 65 років та старших.
Цивільне працевлаштоване населення становило 7126 осіб. Основні галузі зайнятості: освіта, охорона здоров'я та соціальна допомога — 32,2 %, роздрібна торгівля — 11,5 %, виробництво — 11,1 %.